# Sara Alarcón i Postils
Sara Alarcón i Postils (Solsona, 1982), política catalana, és l'actual presidenta del Consell Comarcal del Solsonès des de 2015. També és regidora de l'Ajuntament de Solsona des de 2007.

## Biografia
Casada i sense fills, és llicenciada en Història de l'Art per la Universitat de Lleida.
Ha estat vinculada al teixit associatiu de Solsona com a integrant del Solsona Patí Club i fundadora, el 2006, del Club Patinatge Solsonès. Ha estat membre de l'Esplai de Llobera, del Centre d'Estudis Lacetans i ha participat en diferents grups musicals locals.
La seva implicació política té lloc el 2007 com a integrant de la llista d'Esquerra Republicana de Catalunya (ERC) a les eleccions municipals a l'Ajuntament de Solsona. Escollida regidora, durant aquell mandat forma part dels equips de govern dels alcaldes Xavier Jounou i David Rodríguez com a delegada de Cultura i Joventut fins al 2011.
De nou escollida regidora a les eleccions municipals de 2011 és nomenada tercera tinent d'alcalde i delegada de Cultura, del Vinyet i de Salut durant el mandat que va durar fins al 2015. També entre 2011 i 2015 va ser consellera comarcal del Consell Comarcal del Solsonès per ERC.
El 2015, després de concórrer a les eleccions locals torna a ser elegida regidora de l'Ajuntament de Solsona on novament assumeix l'àrea de Cultura i torna a ser consellera comarcal.
El 20 de juliol de 2015 va ser elegida presidenta del Consell Comarcal del Solsonès, la primera dona en ocupar aquest càrrec.